# Nikolay Popov
Nikolay Popov (Ust-Labinsk, 14 de dezembro de 1931 – São Petersburgo, 4 de fevereiro de 2008) foi um engenheiro russo, o principal projetista do famoso tanque de guerra soviético T-80.

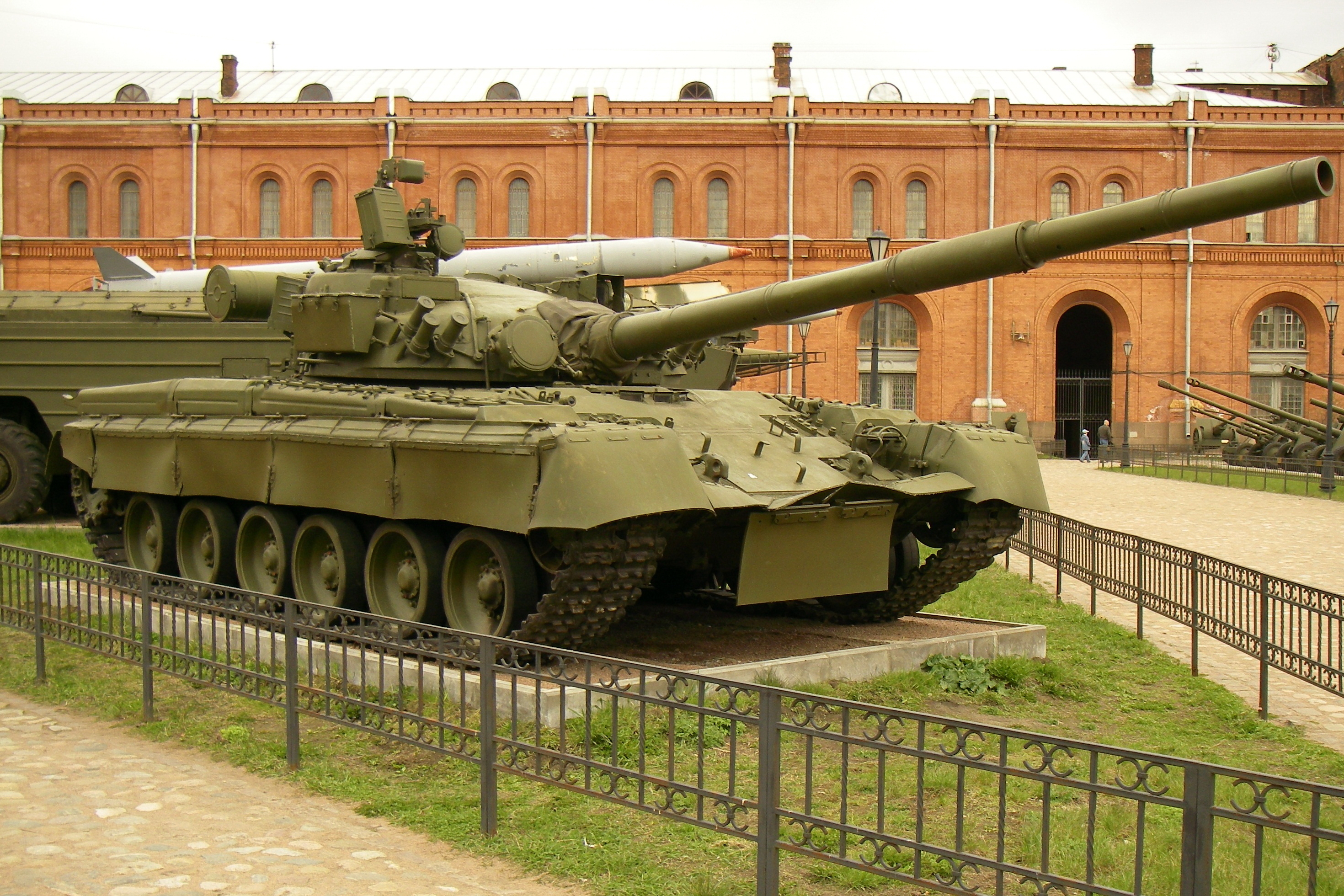
T-80 exposto em São Petersburgo

## Carreira
A principal contribuição de Popov para o desenvolvimento militar russo e soviético ocorreu em 1976, quando começaram as primeiras produções do T-80. Popov foi o principal projetista do tanque e o T-80 acabou parecendo muito com o T-64 anterior e se tornou o principal tanque de guerra da União Soviética devido ao seu projeto avançado, sendo o primeiro tanque com uma turbina, multi-motor a gasolina e ainda hoje usado pelo exército russo em suas unidades de tanques de elite, com mais de 5.404 sendo construídas até sua produção terminar em 1992 pela nova Federação Russa.

## Morte
Popov morreu em 4 de fevereiro de 2008 em São Petersburgo, Rússia.